# Glossosoma montana
Glossosoma montana är en nattsländeart som beskrevs av Ross 1941. Glossosoma montana ingår i släktet Glossosoma och familjen stenhusnattsländor. Inga underarter finns listade i Catalogue of Life.